# Геренс, Выбе
Выбе Геренс (нидерл. Wiybbe Gerens; ? — 3 (14) августа 1713)— голландский корабельный мастер, с 1697 года и до момента своей смерти находившийся на русской службе.

## Биография
С Геренсом Выбе Пётр I познакомился ещё в своё первое заграничное путешествие — Великое посольство (1697—1698). Под началом Выбе Геренса Пётр работал над строительством 26/32-пушечного фрегата «Святой Пётр и Павел» на Ост-Индской верфи во время своего пребывания в Голландии осенью 1697 г. Тогда же Пётр пригласил Геренса на русскую службу шкутным мастером. На приглашение Петра Выбе Геренс охотно согласился, почти сразу же выехал в Россию вместе со своим помощником сыном Геренсом Питером Выбе; в 1697 году они прибыли в Воронеж.
В Воронеже Выбе Геренс до 1703 года успел построить два казённых корабля и две яхты, а затем его направили на Олонецкую верфь, где оба Геренса построили три фрегата и галиот. В 1706 году на верфи Санкт-Петербургского Адмиралтейства ими же был построен ещё один фрегат («Думкрат»), несколько транспортов и два прама.
После того как в 1708 году Пётр I для ускорения создания Балтийского флота принял решение строить корабли и фрегаты на Соломбальской верфи в Архангельске, туда был направлен Выбе Геренс с сыном. На Соломбальской верфи они построили семь 52-пушечных кораблей и два 30-пушечных фрегата («Св. Пётр» и «Св. Павел») для Балтийского флота. После завершения строительства корабли совершили переход из Архангельска к Ревелю вокруг Скандинавского полуострова и, войдя в состав Балтийского флота, значительно усилили его боевую мощь.

Выбе Геренс, как и все голландские мастера того времени, был кораблестроителем-практиком и теоретических познаний у него почти не было: корабли и иные суда он строил лишь по готовым чертежам, которые для него разрабатывали сам Пётр и Федосей Скляев. Голландский корабельный мастер отличался исключительным трудолюбием, исполнительностью и тщательностью отделки всех деталей строившихся им судов и эти качества сумел передать своему сыну Питеру.

В 1713 году мастер простыл, заболел и 3 (14) августа 1713 года скончался. Выбе Геренса похоронили на Соломбальском кладбище. Два уже заложенных Геренсом-отцом линейных корабля («Уриил» и «Ягудиил») были достроены его сыном Питером Выбе Геренсом. Впоследствии Питер построил на той же верфи ещё два таких же корабля для Балтийского флота. Всего Геренсами (отцом и сыном) было построено для отечественного флота до 25 различных судов, включая 11 кораблей и 7 фрегатов.

## Корабли, построенные Выбе Геренсом
- 36-пушечный линейный корабль «Разжённое железо» (1701 год).
- Яхта «Святая Екатерина» (1702 год).
- Яхта «Святая Наталья» (1702 год).
- 62-пушечный линейный корабль «Воронеж» (1703 год).
- 28-пушечный фрегат «Штандарт» (1703 год).
- 24-пушечный фрегат «Шлиссельбург».
- 24-пушечный фрегат «Петербург».
- 26-пушечный фрегат «Олифант».
- 26-пушечный фрегат «Думкрат».
- 30-пушечный фрегат «Святой Пётр».
- 30-пушечный фрегат «Святой Павел».
- 52-пушечный линейный корабль «Гавриил» (1713 год).
- 52-пушечный линейный корабль «Рафаил» (1713 год).
- 52-пушечный линейный корабль «Архангел Михаил» (1713 год).
- 52-пушечный линейный корабль «Уриил» (1715 год).
- 52-пушечный линейный корабль «Ягудиил» (1715 год).